# Salud financiera
Salud financiera es un concepto que se refiere al bienestar de un individuo, familia, empresa o entidad en términos financieros. Se basa en una gestión eficiente de los recursos económicos manteniendo un equilibrio adecuado entre ingresos y gastos; así como la capacidad de hacer frente a las obligaciones financieras e imprevistos económicos sin estrés y de manera sostenible en el tiempo y planificar su futuro financiero con confianza y seguridad. Este término ha ganado relevancia en políticas públicas, siendo reconocido por organismos internacionales como la OCDE, el Banco Mundial y el Fondo Monetario Internacional.

## Orígenes y evolución del concepto
Aunque el de salud financiera es un concepto emergente, los principios y prácticas que abarca han existido a lo largo de la historia de la humanidad y ha ido evolucionando junto con las sociedades y sus sistemas económicos a lo largo del tiempo. La gestión eficiente de los recursos económicos siempre ha sido fundamental para el bienestar económico y social de las personas y sociedades. 
En las civilizaciones antiguas como la Mesopotamia, Egipto, Grecia y Roma, ya se practicaba la contabilidad y la gestión de recursos financieros.
Los registros de transacciones comerciales sugieren una comprensión rudimentaria pero existente de la importancia de mantener un equilibrio financiero para la supervivencia y el crecimiento de estas sociedades.
En el siglo XX, con el auge de la economía global y el desarrollo del sistema financiero moderno, se intensificó el interés en la gestión financiera personal y empresarial. Crisis económicas como la Gran Depresión subrayaron la importancia de la estabilidad financiera y la planificación prudente, popularizando conceptos como el ahorro, la inversión y el seguro. La creación de instituciones como el FMI y el Banco Mundial en 1944, durante la Conferencia de Bretton Woods, fue fundamental para establecer un marco de cooperación económica y financiera a nivel mundial.
El concepto moderno de salud financiera surge en un contexto contemporáneo y se ha popularizado especialmente en la época de 2010 a medida que las sociedades han enfrentado crisis económicas, cambios demográficos, avances tecnológicos y una mayor complejidad en la gestión financiera personal y empresarial. La crisis financiera de 2008, en particular, destacó la importancia de una gestión financiera responsable y promovió la conciencia sobre la necesidad de una salud financiera sólida tanto a nivel individual como a nivel sistémico.
La pandemia por la COVID-19 también impactó notablemente en la economía y la estabilidad financiera a nivel mundial. Según el grupo de trabajo de salud financiera de la Secretaría General de las Naciones Unidas para la salud financiera inclusiva (UNSGSA por sus siglas en inglés), se intensificó la necesidad de examinar el bienestar financiero al revelar la frágil salud financiera de gran parte de la población mundial y las interconexiones entre el bienestar individual y social.
Cada vez se reconoce más que la salud o el bienestar financiero es una responsabilidad compartida, en la que las personas, los gobiernos, los proveedores de servicios financieros y otros actores contribuyen a crear —u obstaculizar— los resultados positivos. Según la UNSGSA, los órganos legisladores y los proveedores de servicios financieros de todo el mundo centran la atención en cómo los servicios financieros y relacionados pueden contribuir al bienestar de las personas y las sociedades e impulsan iniciativas para promover la educación e inclusión financiera con el objetivo de que todas las personas puedan alcanzar una salud financiera óptima.
Desde principios del siglo XXI, la tecnología ha adquirido un papel cada vez más relevante en la promoción de la salud financiera. El desarrollo de plataformas digitales, aplicaciones móviles y herramientas basadas en inteligencia artificial ha facilitado la gestión automatizada del dinero, el monitoreo de gastos, la planificación del ahorro y la toma de decisiones financieras informadas. Además, estas innovaciones han contribuido significativamente a la inclusión financiera al ofrecer acceso a servicios financieros en regiones donde los canales tradicionales son limitados o inexistentes. Fintechs, bancos digitales y plataformas educativas han potenciado la alfabetización financiera y el empoderamiento económico, promoviendo un enfoque más consciente y sostenible de la gestión financiera personal.

## Elementos clave de la salud financiera
Según el Fondo de las Naciones Unidas para el Desarrollo del Capital (UNCDF por sus siglas en inglés), la salud financiera se estructura en torno a tres dimensiones principales:

### Seguridad financiera
La seguridad financiera se define como la capacidad de una persona para satisfacer sus obligaciones económicas tanto en el presente como en el futuro. Esta condición abarca la cobertura de gastos esenciales como alimentación, vivienda, educación y atención médica. Asimismo, implica la preparación ante eventos imprevistos mediante la disponibilidad de recursos que permitan hacer frente a emergencias, tales como problemas de salud o reparaciones urgentes.

### Libertad financiera
La libertad financiera se refiere a la posibilidad de una persona de alcanzar metas personales y disfrutar de una vida alineada con sus propios valores, más allá de la mera satisfacción de las necesidades básicas. Esta dimensión implica contar con recursos económicos suficientes no solo para ahorrar, sino también para destinar parte del ingreso a actividades que generen bienestar, realización personal y calidad de vida.

### Control financiero
El control financiero alude a la percepción de dominio y autonomía que una persona tiene sobre su situación económica. Incluye la confianza en la propia capacidad para gestionar las finanzas, tomar decisiones informadas y adaptarse a cambios o desafíos financieros. Esta dimensión es de carácter subjetivo, ya que varía según la experiencia, el contexto y la autopercepción de cada individuo respecto a su estabilidad y manejo económico.

## Indicadores para la medición de la salud financiera
Tradicionalmente, la salud financiera se medía en términos cuantitativos, como ingresos, patrimonio neto o capacidad de ahorro. Sin embargo, en los últimos años ha habido un creciente interés en la medición de la salud financiera desde una perspectiva más cualitativa que toma en cuenta factores como la satisfacción con la vida financiera, la resiliencia ante choques económicos y la alineación de las finanzas personales con los valores y objetivos individuales. La medición de la salud financiera de forma cualitativa permite una visión más completa del bienestar económico de las personas, ofrece una comprensión más profunda de sus experiencias y desafíos financieros, y ayuda a identificar las necesidades específicas de diferentes grupos de población.
Según la Financial Health Network —anteriormente conocida como Center for Financial Services Innovation o CFSI— se goza de una buena salud financiera cuando:
- Se gasta menos de lo que se gana
- Las facturas se abonan a tiempo y en su totalidad
- Los ahorros son suficientes para hacer afrontar gastos inesperados sin tener que contraer deudas insostenibles
- Se construyen y mantienen ahorros o activos a largo plazo
- Se tiene un nivel de deuda sostenible
- Se maneja un historial crediticio saneado y saludable
- Se tienen contratados seguros apropiados
- Se tiene un plan de gastos para afrontar retos financieros futuros

## Impacto de la salud financiera
La salud financiera ha cobrado relevancia en los últimos años como consecuencia de transformaciones económicas y sociales que han incrementado la exposición de individuos y hogares a situaciones de vulnerabilidad. Factores como la inestabilidad laboral, el aumento del coste de vida, la digitalización de los servicios financieros y el endeudamiento estructural han acentuado su papel como indicador clave del bienestar y de la resiliencia económica.

### Impacto en el bienestar individual
El estado de la salud financiera de una persona tiene un efecto directo y profundo en su calidad de vida. Hay estudios que concluyen que una salud financiera precaria puede favorecer la aparición o el agravamiento de problemas de salud mental como la ansiedad, la depresión o los trastornos del sueño.
El informe Crisis económica y salud en España destaca que el estrés financiero es una de las principales causas de afectación a la salud mental, pudiendo contribuir a la aparición de problemáticas como el aumento de la presión arterial y la depresión.
La preocupación continua por el dinero no solo afecta el estado de ánimo, sino que también puede mermar la capacidad de concentración, influir negativamente en la toma de decisiones y reducir la calidad de vida percibida.
La salud financiera está intrínsecamente ligada a la salud física. El estrés financiero crónico se asocia con un mayor riesgo de padecer afecciones físicas, incluyendo enfermedades cardiovasculares, dolores de cabeza crónicos, problemas gastrointestinales y un sistema inmunológico comprometido. Además, la falta de recursos económicos puede limitar el acceso a hábitos saludables, como una nutrición adecuada o la atención médica preventiva. Una encuesta de CreditWise publicada en diciembre de 2020 situó a las preocupaciones financieras como el principal factor de estrés.
La falta de un fondo de emergencia, por ejemplo, puede significar no poder afrontar gastos imprevistos como reparaciones del hogar o averías del coche, generando un ciclo de endeudamiento. El Banco de España, en su documento Aprendemos a planificar nuestras finanzas personales, subraya la importancia de contar con un fondo de emergencia para hacer frente a gastos no planeados sin recurrir a financiación externa, y advierte sobre cómo un exceso de endeudamiento puede generar estragos en cualquier presupuesto.